# 水谷胤重
水谷 胤重（みずがい たねしげ、天文7年（1538年） - 慶長11年（1606年））は、戦国時代から江戸時代初期にかけての武将。戦国大名相馬氏の家臣。父は水谷胤氏。叔父に水谷胤清（胤満とも）。

## 生涯
父の胤氏は伊達氏との戦いで討死し、その死後、叔父の水谷胤清に養育された。成人後は相馬氏の主力として出陣し、活躍した。1600年（慶長5年）の関ヶ原の戦いの直前に、東軍に味方していた伊達政宗が中立の相馬領を通過して帰国しようとした際、相馬氏家中では「長年の宿敵である政宗を討って恨みを晴らすべきだ」という声が高まった。これに対して父を伊達氏との戦いで失っていた胤重であったが、「相馬氏は代々騙し討ちのような事はしてこなかった」として反対論を述べた。
主君の相馬義胤もこの意見を採用し、胤重は伊達政宗の使者である原田宗資と会談して、政宗の領内通過に便宜を図った。このとき政宗が宿を取った北標葉郷川添邑涼ヶ森（双葉郡浪江町）の華光院は現在、正西寺が建っている。
戦後、主家の相馬氏は改易されかけたが、政宗は胤重の恩義に報いる意味をこめて、相馬氏への便宜を図ったと言われている。また、胤重は1601年（慶長6年）には伊達勢との連携による上杉領への侵攻を進言し、実行に移したが敗北を喫した（月夜畑の戦）。この一件もあり、相馬氏は改易を免れた。

## 家系
水谷氏は、旧相馬郡水谷（みずがい）の地（現在の福島県南相馬市小高区）に由来しており、地元では「みずがい氏」と呼称されており、同じ呼び方の姓の家が今も存在する。